# Leucaspius
Leucaspius is een monotypisch geslacht van straalvinnige vissen uit de familie van karpers (Cyprinidae).

## Soort
- Leucaspius delineatus (Heckel, 1843) – Vetje